# 盐爪爪属
盐爪爪属（学名：Kalidium）是藜科下的一个属，为多枝小灌木植物。该属共有5种，分布于欧洲东南部。